# Feuchtbiotop Petersbörg
Das Feuchtbiotop Petersbörg sind ein geschütztes, flächenhaftes Naturdenkmal auf dem Gebiet der Stadt Norden im niedersächsischen Landkreis Aurich in Ostfriesland. Es trägt die Nummer ND AUR 00128.

## Beschreibung des Gebietes
Das am 16. März 1990 ausgewiesene flächenhafte Naturdenkmal liegt in inmitten von landwirtschaftlichen Nutzflächen östlich der Straße Breepotts Trift Ziegeleistraße in Ostermarsch, einem Ortsteil von Norden. Das Feuchtgebiet mit seinen großen Stillgewässer im Zentrum ist künstlichen Ursprungs. Es entstand durch den Abbau von Klei zur Abdeckung des Seedeiches und umfasst heute die Wasserfläche mit angrenzendem Feuchtgrünland sowie brachliegenden Niederungsflächen mit Mulden und Grüppen.
Der Landkreis stellte das Gebiet wegen seiner Bedeutung als Lebensraum für angepasste Tier- und Pflanzenarten der deichnahen Landschaft, seinem Bezug zur Landschaftsgeschichte (Kleipütten für den Deichbau) Bereich sowie als wichtigen Beitrag zum Biotopverbundsystem unter Schutz. Eine Bestandsaufnahme vorhandener Pflanzen- und Tierarten ist geplant.
Als besondere Gefahren für das Gewässer sieht der Landkreis den Eintrag von Nährstoffen aus den angrenzenden landwirtschaftlichen Nutzflächen sowie die Störung durch angrenzenden Fuß- und Radweg.
Um diesen Gefahren entgegenzuwirken, sollen die angrenzenden landwirtschaftlichen Nutzflächen den Randstreifen am Feuchtgebiet als Pufferstreifen extensiv genutzt werden. Zudem soll ein Pflegekonzeptes für den gesamten Bereich. erarbeitet werden.